# Salvador (Arcos de Valdevez)
Salvador is een plaats (freguesia) in de Portugese gemeente Arcos de Valdevez en telt 1 090 inwoners (2001).

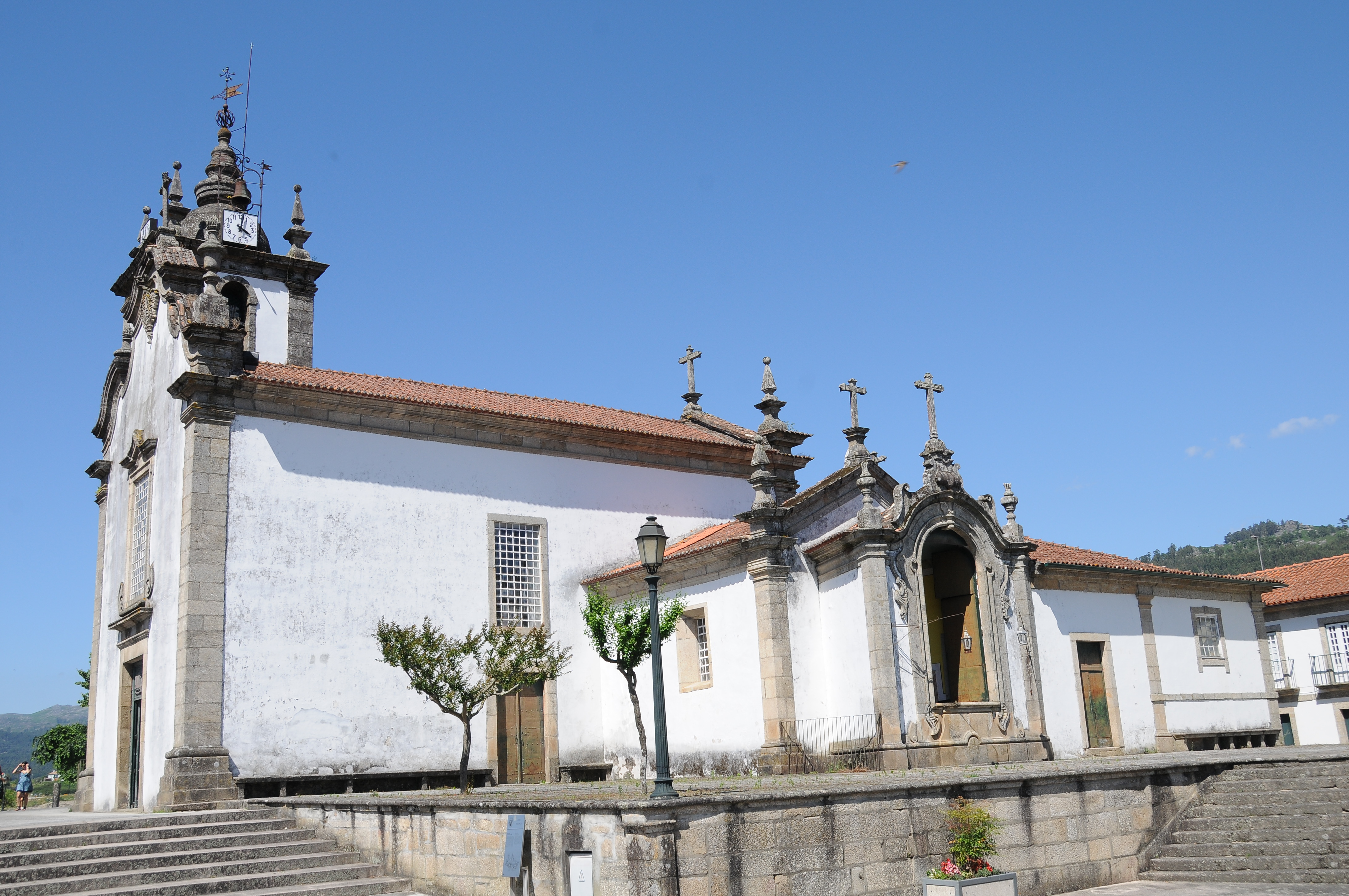
Kerk van Salvador

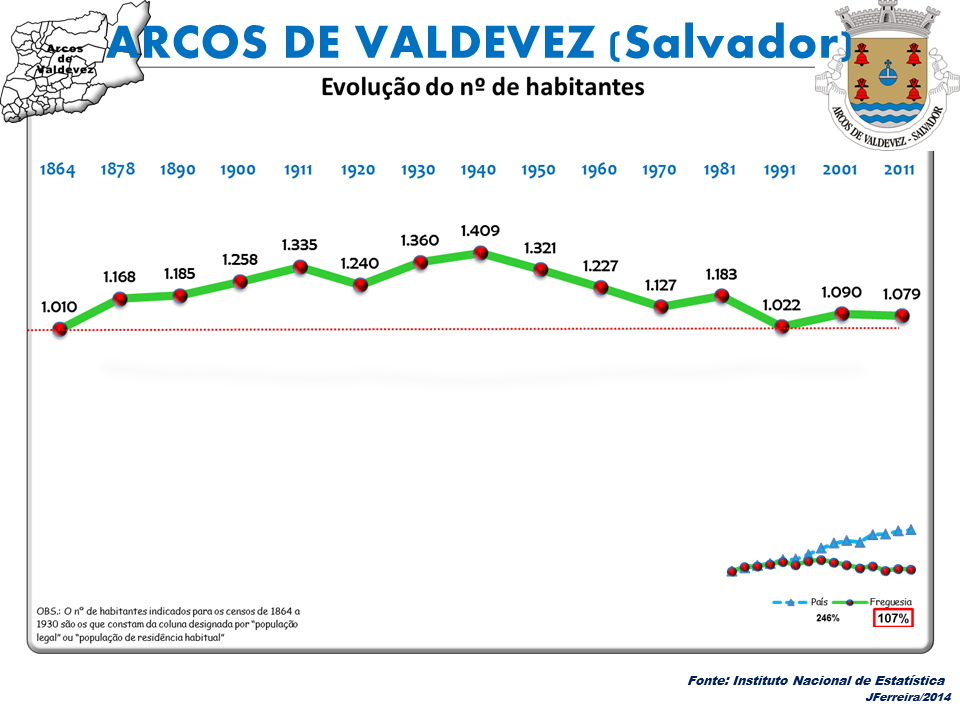
Bevolkingsontwikkeling tussen 1864 en 2011